# Magicplan
magicplan es una aplicación móvil desarrollada por Sensopia Inc, una empresa canadiense, que permite a los usuarios crear planos de propiedades utilizando la cámara de un dispositivo y la tecnología de realidad aumentada (RA). La aplicación facilita la medición y creación de planos mediante la producción de modelos 2D y 3D de espacios interiores. magicplan está disponible para dispositivos iOS y Android y ha sido utilizado por profesionales en diversas industrias, como arquitectura, bienes raíces, construcción y remodelación.

## Historia
magicplan fue desarrollada en 2011 por Sensopia inc en Montreal, Canadá . En 2016 Sensopia se fusionó con B&O, un conglomerado de empresas alemanas en el sector de la vivienda y construcción. Desde entonces, magicplan tiene oficinas en Montreal y Múnich. La primera versión de magicplan se lanzó en 2011 para dispositivos iOS, seguida de la versión de Android en 2013. La aplicación obtuvo un amplio reconocimiento y se incluyó en la lista de las mejores aplicaciones del año de 2017 de Apple.

## Funciones
magicplan combina tecnología de realidad aumentada (RA), a través del ARKit de Apple con inteligencia artificial (IA). Los usuarios pueden capturar las dimensiones de las habitaciones, agregar objetos como muebles y electrodomésticos, y hacer anotaciones en los planos con información adicional.
La aplicación incluye varias funciones, incluyendo:
- Generación de planos de planta 2D y 3D[14]
- Detección y medición automática de habitaciones y objetos[15]
- Biblioteca de objetos como muebles y elementos personalizables
- Integración con otros servicios de almacenamiento en la nube[16]
- Exportación en múltiples formatos de archivo (p. ej., PDF, JPG, DXF, OBJ, IFC y CSV)[17]
- Informes de campo que incluyen fotos, imágenes de 360°, notas y formularios personalizados[18]
- Creación de presupuestos y cotizaciones[19] calculando precios automáticamente[20]
- Herramientas de colaboración para compartir y editar planos de propiedades en tiempo real

## Usos
magicplan es utilizado por profesionales y particulares para diversos fines, tales como:
- Agentes y corredores de bienes raíces para la comercialización de propiedades[21][22]
- Arquitectos e interioristas para la planificación de proyectos[23][24]
- Contratistas de construcción y remodelación para mantenerse organizados y preparar presupuestos[25]
- Propietarios e inquilinos para proyectos de renovación y planificación de espacios[26][27]
- Peritos de siniestros y contratistas de reformas para estimar los daños materiales[28][29]
- Inspectores de viviendas para crear informes de inspección.
- Gerentes de instalaciones para administrar activos de edificios y tareas de mantenimiento[30]